# Дубровка (Залегощенский район)
Дубровка — деревня в Залегощенском районе Орловской области России. Входит в состав Красненского сельского поселения.

## География
Деревня находится в центральной части Орловской области, в лесостепной зоне, в пределах центральной части Среднерусской возвышенности, на расстоянии примерно 13 километров (по прямой) к юго-западу от посёлка городского типа Залегощь, административного центра района. Абсолютная высота — 235 метров над уровнем моря.
Часовой пояс
Деревня Дубровка, как и вся Орловская область, находится в часовой зоне МСК (московское время). Смещение применяемого времени относительно UTC составляет +3:00.

## Население
| 1857 | 2010 |
| ---- | ---- |
| 163  | ↘0   |